# Попов Олександр Миколайович (Герой РФ)
Олександр Миколайович Попов (рос. Александр Николаевич Попов; 18 червня 1996, Алупка — 23 червня 2022, Україна) — російський офіцер, старший лейтенант ПДВ РФ. Герой Російської Федерації.

## Біографія
Навчався у школі селища Термальний Єлізовського району Камчатського краю, був командиром загону юнармійців. Потім навчався у Далекосхідному вищому загальновійськовому командному училищі імені Рокоссовського. Під час випуску в 2019 році просив направити себе у повітрянодесантні війська. Учасник вторгнення в Україну, заступник командира роти 11-ї десантно-штурмової бригади. Загинув у бою, в якому отримав 2 тяжкі поранення.

## Нагороди
- Медаль «За участь у військовому параді в День Перемоги»
- Звання «Герой Російської Федерації» (27 червня 2022, посмертно) — «за мужність і героїзм, проявлені при виконанні військового обов'язку.»